# Pre-Season Challenge Cup 2008
De  A-League Pre-Season Challenge Cup 2008 werd gespeeld in de maanden juli en augustus 2008, voor de start van de A-League 2008-09.

## Programma en uitslagen

### Groep A
Programma
|                          |              |        |                       |                                                                                               |
| 19 juli 2008 19:00 UTC+8 | Perth Glory  | 1 – 1  | Newcastle United Jets | Hyundai Stadium, Mandurah (West-Australië) Toeschouwers: 3.825 Scheidsrechter: Steven Gregory |
| 19 juli 2008 19:00 UTC+8 | Trinidad 12' | Report | Spencer 36'           | Hyundai Stadium, Mandurah (West-Australië) Toeschouwers: 3.825 Scheidsrechter: Steven Gregory |

|                           |                   |        |                    |                                                           |
| 20 juli 2008 13:00 UTC+10 | Melbourne Victory | 1 – 2  | Adelaide United    | Aurora Stadium, Launceston (Tasmanië) Toeschouwers: 4.720 |
| 20 juli 2008 13:00 UTC+10 | Ney Fabiano 8'    | Report | Cristiano 33', 90' | Aurora Stadium, Launceston (Tasmanië) Toeschouwers: 4.720 |

|                          |             |        |                   |                                                               |
| 26 juli 2008 15:00 UTC+8 | Perth Glory | 0 – 1  | Melbourne Victory | Members Equity Stadium, Western Australia Toeschouwers: 3.020 |
| 26 juli 2008 15:00 UTC+8 |             | Report | Thwaite 11'       | Members Equity Stadium, Western Australia Toeschouwers: 3.020 |

|                           |                       |       |                 |                                                               |
| 26 juli 2008 19:00 UTC+10 | Newcastle United Jets | 0 – 0 | Adelaide United | Baddeley Park, Cessnock (New South Wales) Toeschouwers: 2.756 |
| 26 juli 2008 19:00 UTC+10 | Report                |       |                 | Baddeley Park, Cessnock (New South Wales) Toeschouwers: 2.756 |

|                              |                       |        |                   |                                                                                       |
| 2 augustus 2008 14:30 UTC+10 | Newcastle United Jets | 0 – 1  | Melbourne Victory | Port Macquarie Regional Stadium, Port Macquarie (New South Wales) Toeschouwers: 3.133 |
| 2 augustus 2008 14:30 UTC+10 |                       | Report | Pondeljak 82'     | Port Macquarie Regional Stadium, Port Macquarie (New South Wales) Toeschouwers: 3.133 |

|                                |                 |       |             |                                                                     |
| 2 augustus 2008 14:30 UTC+9:30 | Adelaide United | 0 – 0 | Perth Glory | Vansittart Park, Mount Gambier (Zuid-Australië) Toeschouwers: 3.000 |
| 2 augustus 2008 14:30 UTC+9:30 | Report          |       |             | Vansittart Park, Mount Gambier (Zuid-Australië) Toeschouwers: 3.000 |

Eindstand
| Team                  | Pld | W | D | L | GF | GA | Pts |
| --------------------- | --- | - | - | - | -- | -- | --- |
| Melbourne Victory     | 3   | 2 | 0 | 1 | 3  | 2  | 6   |
| Adelaide United       | 3   | 1 | 2 | 0 | 2  | 1  | 5   |
| Newcastle United Jets | 3   | 0 | 2 | 1 | 1  | 2  | 2   |
| Perth Glory           | 3   | 0 | 2 | 1 | 1  | 2  | 2   |

### Groep B
Programma
|                          |                        |        |                              |                                                                          |
| 19 juli 2008 19:00 UTC+8 | Sydney FC              | 2 – 1  | Queensland Roar              | Campbelltown Stadium, Campbelltown (New South Wales) Toeschouwers: 4.222 |
| 19 juli 2008 19:00 UTC+8 | Payne 53' Prentice 57' | Report | van Dijk 49' Hyuk-Su Seo 57' | Campbelltown Stadium, Campbelltown (New South Wales) Toeschouwers: 4.222 |

|                           |                    |        |                        |                                                                 |
| 20 juli 2008 16:00 UTC+12 | Wellington Phoenix | 1 – 0  | Central Coast Mariners | Westpac Stadium, Wellington (Nieuw-Zeeland) Toeschouwers: 4.853 |
| 20 juli 2008 16:00 UTC+12 | Daniel 72'         | Report |                        | Westpac Stadium, Wellington (Nieuw-Zeeland) Toeschouwers: 4.853 |

|                           |                                    |        |           |                                                                   |
| 27 juli 2008 15:00 UTC+10 | Central Coast Mariners             | 3 – 0  | Sydney FC | Bluetongue Stadium, Gosford (New South Wales) Toeschouwers: 7.107 |
| 27 juli 2008 15:00 UTC+10 | Porter 43' Petrovski 60' Mrdja 68' | Report |           | Bluetongue Stadium, Gosford (New South Wales) Toeschouwers: 7.107 |

|                           |                 |        |                    |                                                                 |
| 27 juli 2008 15:00 UTC+10 | Queensland Roar | 1 – 1  | Wellington Phoenix | Stockland Park, Sunshine Coast (Queensland) Toeschouwers: 3.832 |
| 27 juli 2008 15:00 UTC+10 | van Dijk 18'    | Report | Kwasnik 74'        | Stockland Park, Sunshine Coast (Queensland) Toeschouwers: 3.832 |

|                              |                                   |        |                                              |                                                               |
| 2 augustus 2008 19:00 UTC+10 | Sydney FC                         | 2 – 3  | Wellington Phoenix                           | WIN Stadium, Wollongong (New South Wales) Toeschouwers: 6.124 |
| 2 augustus 2008 19:00 UTC+10 | Brosque 16' Fyfe 39' Prentice 90' | Report | Hearfield 57' Smeltz 62' Gao 82' Durante 90' | WIN Stadium, Wollongong (New South Wales) Toeschouwers: 6.124 |

|                              |                     |        |                            |                                                       |
| 3 augustus 2008 15:00 UTC+10 | Queensland Roar     | 1 – 2  | Central Coast Mariners     | Perry Park, Brisbane (Queensland) Toeschouwers: 3.241 |
| 3 augustus 2008 15:00 UTC+10 | Moore 49' Zullo 51' | Report | Elrich 29' MacAllister 32' | Perry Park, Brisbane (Queensland) Toeschouwers: 3.241 |

Eindstand
| Team                   | Pld | W | D | L | GF | GA | Pts |
| ---------------------- | --- | - | - | - | -- | -- | --- |
| Wellington Phoenix     | 3   | 2 | 1 | 0 | 5  | 3  | 7   |
| Central Coast Mariners | 3   | 2 | 0 | 1 | 5  | 2  | 6   |
| Sydney FC              | 3   | 1 | 0 | 2 | 4  | 7  | 3   |
| Queensland Roar        | 3   | 0 | 1 | 2 | 3  | 5  | 1   |

### Finale
|                              |                    |                   |                   |                                                                                               |
| 6 augustus 2008 19:30 UTC+12 | Wellington Phoenix | 0 – 0 (7 – 8 Pen) | Melbourne Victory | Westpac Stadium, Wellington (Nieuw-Zeeland) Toeschouwers: 9.208 Scheidsrechter: Peter O'Leary |
| 6 augustus 2008 19:30 UTC+12 | Report             |                   |                   | Westpac Stadium, Wellington (Nieuw-Zeeland) Toeschouwers: 9.208 Scheidsrechter: Peter O'Leary |

## Topscorers
2 doelpunten:
- Cristiano (Adelaide United)
- Sergio van Dijk (Queensland Roar)

1 doelpunt:
- Adrian Trinidad (Perth Glory)
- Ahmad Elrich (Central Coast Mariners)
- Dylan MacAllister (Central Coast Mariners)
- Nik Mrdja (Central Coast Mariners)
- Sasho Petrovski (Central Coast Mariners)
- Brad Porter (Central Coast Mariners)
- Tom Pondeljak (Melbourne Victory)
- Michael Thwaite (Melbourne Victory)
- Noel Spencer (Newcastle Jets)
- Michael Zullo (Queensland Roar)
- Alex Brosque (Sydney FC)
- Iain Fyfe (Sydney FC)
- Chris Payne (Sydney FC)
- Mitchell Prentice (Sydney FC)
- Troy Hearfield (Wellington Phoenix)
- Adam Kwasnik (Wellington Phoenix)
- Ney Fabiano (Melbourne Victory)
- Daniel (Wellington Phoenix)
- Gao Leilei (Wellington Phoenix)
- Shane Smeltz (Wellington Phoenix)